# Jan Ploeger

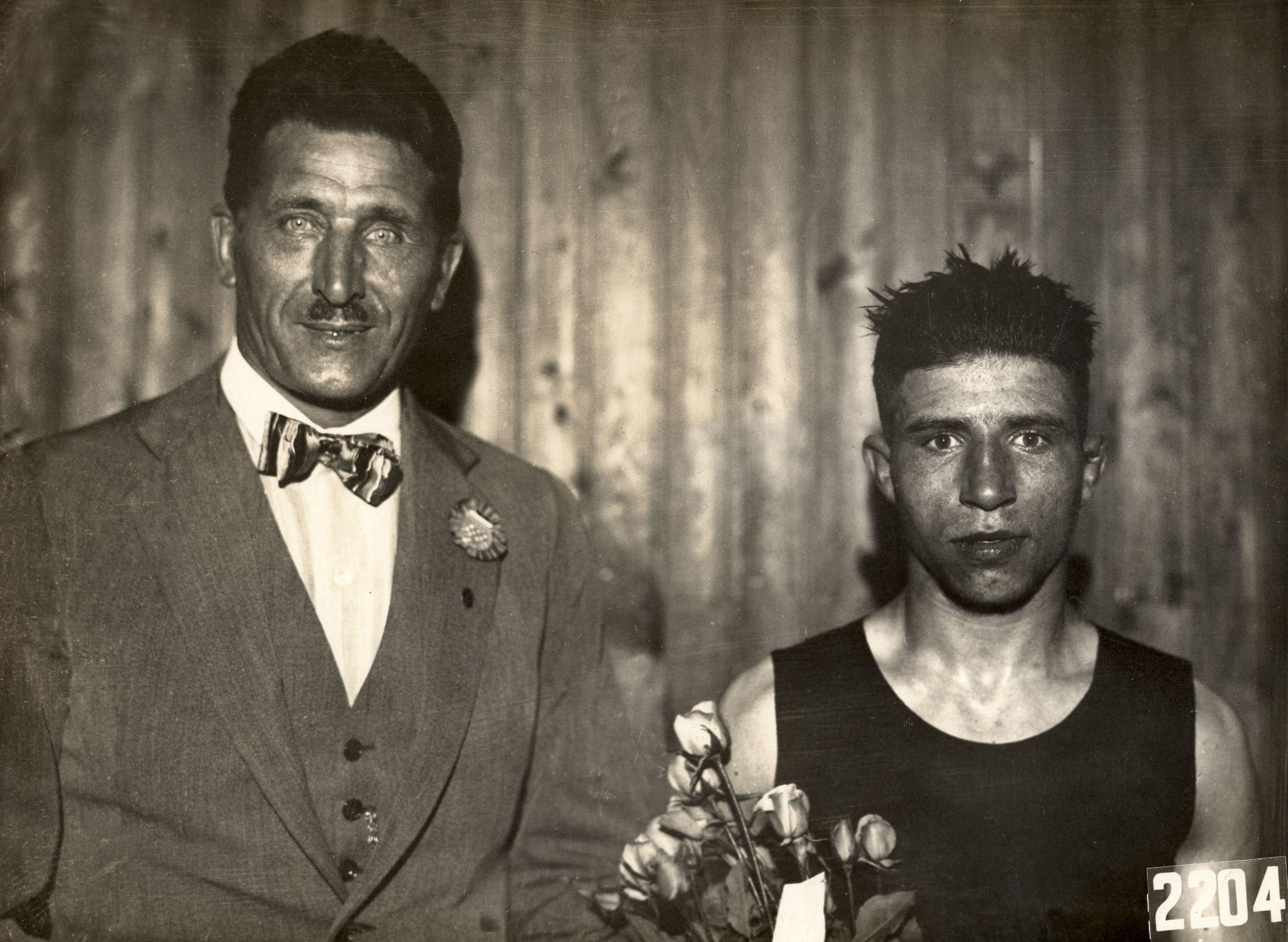
Jan Ploeger (l) en Bep van Klaveren (1928)

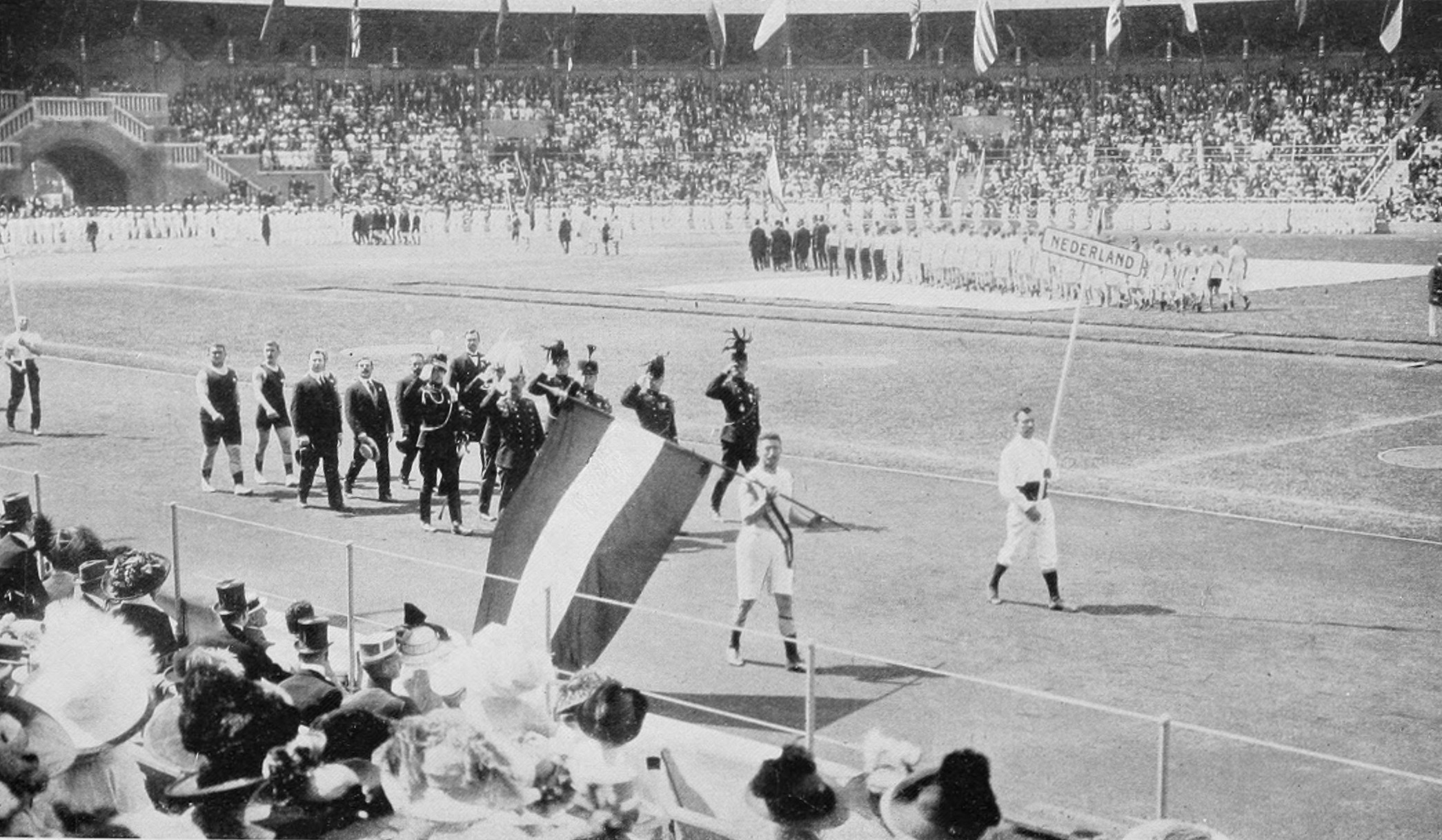
Ploeger als vlaggendrager in Stockholm (1912)

Jan Ploeger (Jisp, 2 april 1879 - Amsterdam, 18 augustus 1956) was een Nederlands worstelaar, bokser, atleet, gewichtheffer, gymnastiekleraar, trainer en sportbestuurder.
Hij was een zoon van de slager Cornelis Ploeger en Trijntje Vink en groeide op in De Rijp. Hij worstelde met succes bij de club "Sandow" en werd in 1904 in Kopenhagen Europees kampioen. Ploeger was ook een succesvol bokser in de zwaargewicht klasse. In 1903 werd hij Nederlands kampioen gewichtheffen en in 1915 was hij Nederlands recordhouder bij het discuswerpen en het kogelstoten.
Van 1906 tot 1917 was hij werkzaam als gymnastiekleraar in Amsterdam. Daarna was hij "leeraar voor sport en athletiek" aan de gymnastiek- en sportschool van de Koninklijke Marine. Ook was hij actief als sportbestuurder: van 1910 tot 1912 was hij voorzitter van de Krachtsportbond.
In 1912 ging Ploeger als trainer mee met de Nederlandse worstelaars naar de Olympische Zomerspelen in Stockholm. Daar droeg hij de Nederlandse vlag tijdens de openingsceremonie. Naast hem liep G.A.M. Brands, die het bord "Nederland" droeg. Daags na de ceremonie brak Ploeger, bij een worstelpartij met W. Ellebrecht, zijn sleutelbeen.
Ploeger was in zijn tijd een bekend sportman en gaf vele demonstraties van allerlei vechtsporten, zoals Grieks-Romeins worstelen, jiujitsu en boksen. Hij was ook een bekend boksscheidsrechter. Ook schreef hij in 1918 mee aan het boek "Handleiding voor Grieksch-Romeinsch worstelen". Vanaf 1924 werkte hij als docent boksen en worstelen bij het Kennemer Instituut voor de Lichamelijke Opvoeding, waar de akte M.O. gymnastiek gehaald kon worden. 
Daarnaast bleef hij als trainer actief. Bij de Amsterdamse Politie Gymnastiek- en Sportvereniging was Jaap Knol een van zijn pupillen. Zijn grootste succes haalde hij als bokscoach in 1928, toen zijn pupil Bep van Klaveren op de Olympische Spelen in Amsterdam het goud won in de klasse vedergewicht. 
In latere jaren raakte Ploeger aan lager wal. Hij was commissaris van het Paleis voor Volksvlijt, maar in 1935 moesten de directeur en hij terechtstaan wegens malversaties. De directeur werd veroordeeld wegens onder andere het publiceren van onware balansen en Ploeger wegens medeplegen van verduistering. Hij kreeg daarvoor 1 jaar en 9 maanden gevangenisstraf.
Ook ging de gezondheid van Ploeger bergafwaarts. Kennelijk had hij hersenschade opgelopen door de vele klappen die hij tijdens zijn sportcarrière had geïncasseerd. Na jaren van ziekte en armoede overleed hij op 77-jarige leeftijd.
Jaren na zijn dood werd de Jan Ploegerlaan in De Rijp naar hem vernoemd.